# Grigorij Rastiogin
Grigorij Siergiejewicz Rastiogin (ros. Григорий Сергеевич Растёгин, ur. 1902, zm. 30 listopada 1971) – radziecki działacz partyjny, zastępca członka KC WKP(b) (1939-1941).
Od 1926 członek WKP(b), 1937-1939 sekretarz Komitetu Miejskiego WKP(b) w Uljanowsku, od stycznia do listopada 1939 I sekretarz Baszkirskiego Komitetu Obwodowego WKP(b). Od 21 marca 1939 do 20 lutego 1941 zastępca członka KC WKP(b), później służył w Armii Czerwonej i był funkcjonariuszem partyjnym w Uljanowsku.